# Parte
Slovem parte se označuje úmrtní oznámení. Obvykle se jedná o smuteční sdělení pozůstalých o úmrtí či skonu nějaké jim blízké osoby. Účelem parte bývá ve většině případů i pozvánka na rozloučení se zesnulým. Pozvání k rozloučení vyplývá z textu oznámení. Parte bývá nejčastěji papírové obvykle formátu A4, vytištěné černou barvou.

## Právní charakter
Parte jako takové však není závazným úředním dokumentem a nemá tudíž vůbec žádnou právní platnost. Není tedy v žádném případě náhradou za úřední dokument zvaný úmrtní list.

## Fingovaná parte
Fingovaná úmrtní oznámení žijících osob mohou někdy být zdrojem úmyslně šířené dezinformace nebo i nevhodných žertů. V dobré společnosti je fingované, respektive falešné úmrtní oznámení považováno za nevkus a zjevně neetické chování.